# IC 4303
IC 4303 ist eine Balken-Spiralgalaxie vom Hubble-Typ SBb im Sternbild Hydra südlich des Himmelsäquators. Sie ist schätzungsweise 102 Millionen Lichtjahre von der Milchstraße entfernt und hat einen Durchmesser von etwa 35.000 Lj.

Im selben Himmelsareal befinden sich u. a. die Galaxien IC 4290, IC 4294, IC 4295, IC 4316.
Das Objekt wurde am 4. Mai 1904 von Royal Harwood Frost entdeckt.